# Yesterday (radioprogram)
Yesterday, program i Sveriges Radio med Rune Hallberg som programledare. Programmet spelade musik från 1950- och 60-talen. Ofta var Staffan Olander, vinnare i Tiotusenkronorsfrågan (Kvitt eller dubbelt) 1973 på sina kunskaper om The Beatles, gäst i programmet och pratade om Beatles.

### Fotnoter
1. ↑  ”Retrogalaxen”. http://www.retrogalaxen.se/yesteday.htm. Läst 18 april 2011.
2. ↑  ”Svensk mediedatabas”. http://smdb.kb.se/catalog/search?q=Yesterday+typ%3Aradio&sort=OLDEST. Läst 18 april 2011.